# Hardy Hermann

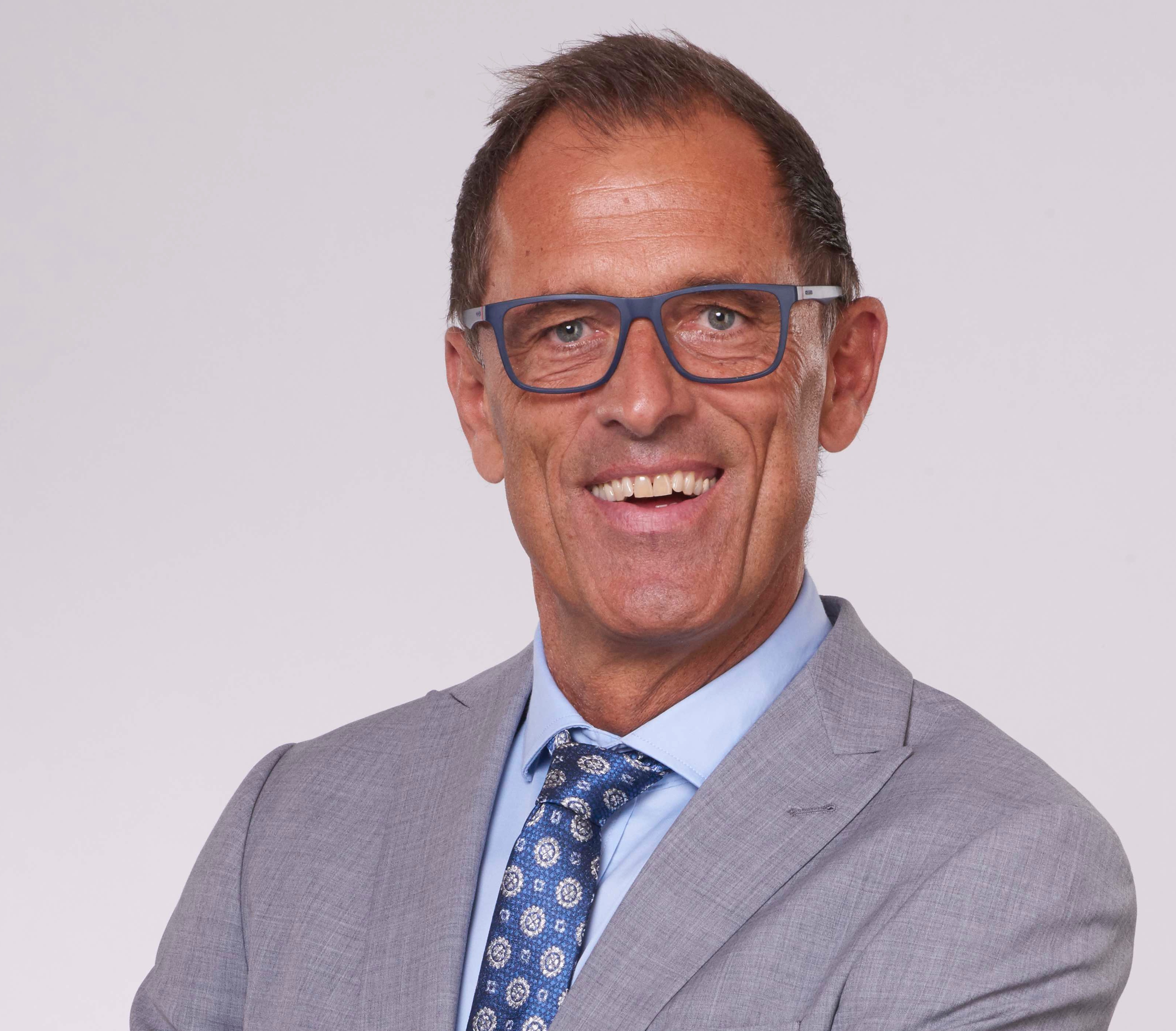
Hardy Hermann (2024)

Hardy Hermann (* 10. September 1961 in Freudenstadt) ist ein ehemaliger deutscher Profi-Tänzer. Er ist Tanzsportfunktionär und Inhaber einer Tanzschule.

## Leben
Hardy Hermann war als Rock-’n’-Roll-Profi aktiv und eröffnete danach eine Tanzschule in Freudenstadt. Seit 2013 ist er Präsident des Berufsverbandes Deutscher Tanzlehrer (BDT). Außerdem ist er Mitglied im Deutschen Tanztrainer Verband der Professionals (DTP), Vizepräsident Deutsche Tanzschulinhabervereinigung (DTIV), Event-Kommission Deutscher Tanztrainer Verband der Professionals, DTP-Tanzsporttrainer Standard und Latein. Hardy Hermann ist Botschafter der Gartenschau 2025 in Freudenstadt und Baiersbronn.

## Erfolge
- 1982: Vize-World Cup Gewinner
- 1983: Weltmeister[4]
- 1983: Europameister Rock'n'Roll mit Claudia Metz[4]
- 1983: Vize Deutschland Cup Gewinner
- 1982–1984: Dreimal Deutscher Meister
- 1984: Vize-Europameister Rock'n'Roll mit Claudia Metz[4]
- 1984: Vize-World Cup Gewinner
- 1984: Super World Cup Gewinner
- 1984: Deutschland-Cup Gewinner im Profi Rock´n Roll